# Вас (Костел)
Вас (словен. Vas) је насеље и управно средиште општине Костел, која припада Југоисточнословеначкој регији у Републици Словенији.
Вас је линеарно насеље које се налази на тераси између реке Купе и државног пута Кочевје—Петрина. Од суседног села Поток га одваја поток Топли јарек, који се улива у Купу. Земља око Васи је плодна и обрађена, преовлађује сточарство.
Насеље је 2018. године имало 59 становника. У Васи се од 2015. године налази седиште општине Костел.